# 紙塑
紙塑，又名模壓成型、紙漿纖維、紙漿模塑，是一種包裝材料，通常由回收紙板和新聞紙製成。它設計用於保護包裝或用於食品和飲料包裝。其他典型用途包括端蓋、托盤、盤子、碗和翻蓋式容器。
根據永續包裝聯盟的定義，模塑紙漿通常被認為是永續包裝材料，因為它是由回收材料生產的，並且可以在其使用壽命結束後再次回收。紙漿模塑產品可以透過噴塗或浸塗蠟來防水。

## 類型
幾種類型的紙漿模塑可由幾個過程製造。
- 厚壁：

這類產品通常厚度為， 3/16" 到 1/2" ，主要用於支持包裝應用。由於使用相對廉價的單通模具和使用回收紙混合漿料和牛皮紙。
- 轉移成型：

這類產品通常厚度為，1/16" 至 3/16" ，並且是現今最常使用的類型。將一定量的紙漿置於加熱室加熱後，以柱塞將紙漿經流道系統填入模穴。 該纖維泥漿經常由一個高比例或全部回收報紙，其產生的表面比較光滑，另一面相當光滑的表面上對面有良好的精確度和清晰度。
- Thermoformed Fiber：

## 圖片

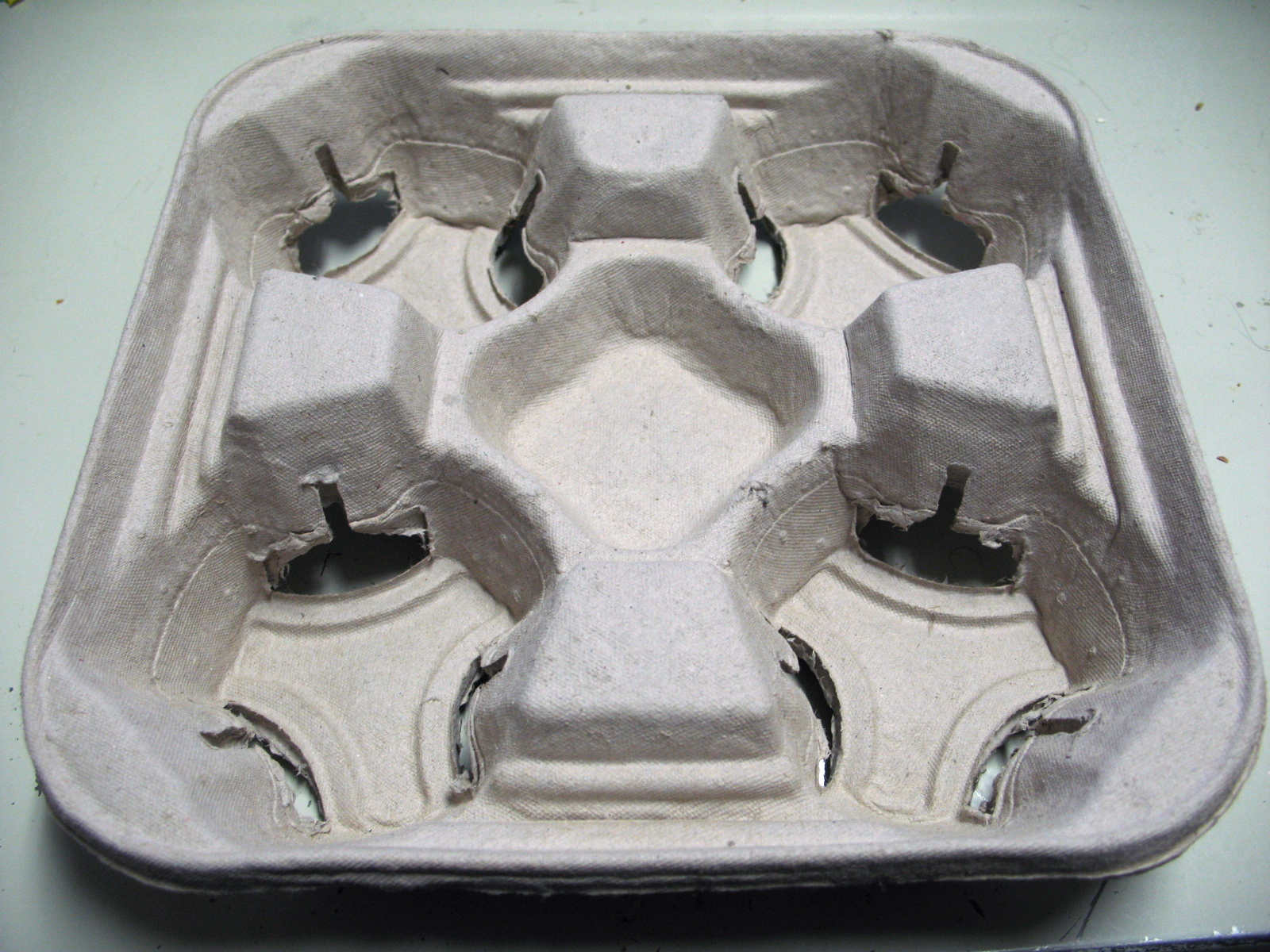
轉移成型 上
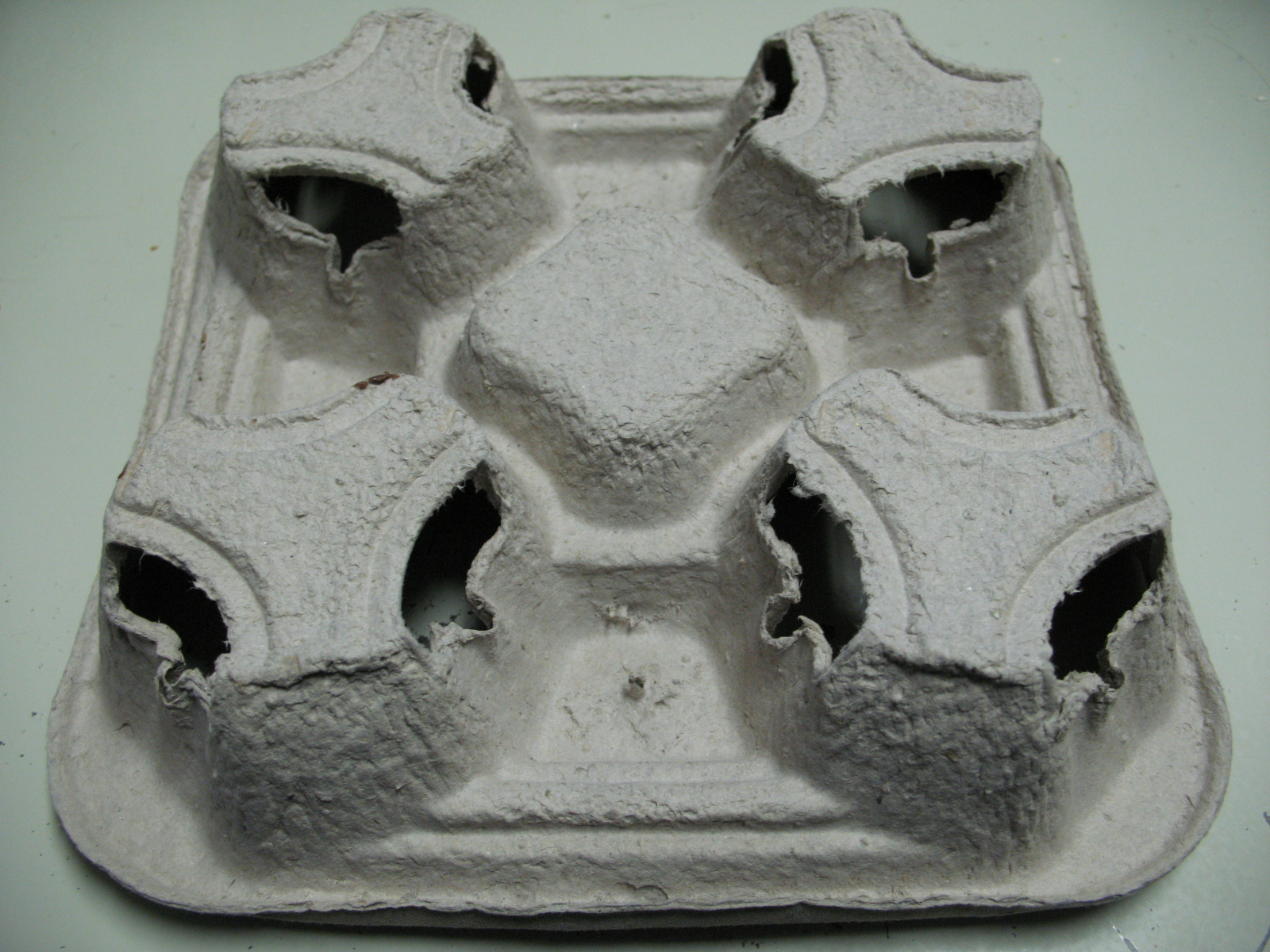
轉移成型 下

### 書目
- Brody, A. L., and Marsh, K, S., "Encyclopedia of Packaging Technology", John Wiley & Sons, 1997, ISBN 0-471-06397-5